# Große Kokschaga
Die Große Kokschaga (russisch Большая Кокшага (Bolschaja Kokschaga); Mari Кугу Какшан) ist ein 297 km langer linker Nebenfluss der Wolga im europäischen Teil Russlands.

## Verlauf
Die Große Kokschaga entspringt etwa 2 km nordöstlich der Siedlung Kokschaga im Südwesten der Oblast Kirow nahe der Grenze zur Oblast Nischni Nowgorod. Sie fließt von dort sehr kurvenreich in südlicher Richtung durch dünn besiedeltes Gebiet. Rund 20 km nordwestlich von Joschkar-Ola erreicht sie die Republik Mari El.
Nach der Einmündung des Großen Kundysch, ihres größten Nebenflusses, wendet sie sich für einige Kilometer nach Südosten, ehe sie wiederum nach Süden fließt. 5 km nordwestlich ihrer Mündung in die Wolga unterquert sie die Fernstraße Wjatka. Gegenüber von Mariinski Possad erreicht sie schließlich die zum Kuibyschewer Stausee aufgestaute Wolga, die hier die Grenze zwischen den Republiken Mari El und Tschuwaschien bildet.
Die Große Kokschaga ist von Anfang November bis in den April gefroren. In Mari El durchfließt der Fluss den Sapowednik (Naturreservat) Große Kokschaga.